# Emilio Buale
Ludwig Emilio Buale Coka, més conegut com a Emilio Buale (Guinea Equatorial, 26 de novembre de 1972) és un actor espanyol d'origen equatoguineà d'ètnia bubi.

## Biografia
Buale va ser descobert en 1995 pel director de càsting Paco Pino, qui li va oferir un paper protagonista en la cinta de Imanol Uribe Bwana. Va obtenir una nominació al Goya al millor actor revelació per la seva interpretació. Des de llavors ha alternat teatre, cinema i televisió.
Buale és membre de la Compañía Nacional de Teatro Clásico, y ha participado en montajes como La entretenida, Amar después de la muerte, Los chicos de la banda o Yonquis y yanquis. El seu germà petit, Alberto Hugo, participà en el reality show Generación Ni-Ni de la cadena de televisió La Sexta om un dels psicòlegs que supervisen a un grup de joves que ni estudien ni treballen.

## Filmografia

### Cinema
- Bwana (1996) d'Imanol Uribe.
- Adiós con el corazón (2000) de José Luis García Sánchez.
- Mi hijo Arturo (2000) de Pedro Costa.
- Salvajes (2001) de Carlos Molinero.
- Ilegal (2003) d'Ignacio Vilar.
- Semen, una historia de amor (2005) de Daniela Fejerman i Inés París.
- La piel azul (2010) de Gonzalo Lopéz Gallego.
- El Capitán Trueno y el Santo Grial (2011) d'Antonio Hernández.
- El hoyo (2019) de Galder Gaztelu-Urrutia.

### Curtmetratges
- Cien maneras de hacer el pollo al txilindrón (1997) de Kepa Sojo.
- Feliz Navidad (1998) d'Óscar del Caz.
- Impotencia (2002) d'Andoni de Carlos.
- Así fue mi sueño (2003) de Javier Albalá.
- ¿Y tú qué harías? (2003) d'Emiliano Melgarejo.
- El niño que jugaba con trenes (2004) de Jorge Blas.
- Cara sucia (2004) de Santiago Zannou.
- Chantal Lis (2005) de María Pavón i Rut Suso.
- Salomón (2007) d'Ignacio Lasierra.
- Cíclope (2009) de Carlos Morett.
- Morphos (2010) de Carlos Morett.

### Televisió
- Mediterráneo (1999)
- Pratos combinados (2000)
- Arrayán (2001)
- Código fuego (2003)
- Hospital Central (2005)
- Cazadores de hombres (2009)
- La que se avecina (2009)
- Sin tetas no hay paraíso (2009)
- Amar en tiempos revueltos (2009-2010)
- La fuga (2012)
- Cuéntame un cuento: Blancanieves (2014)